# Smilkov
Smilkov är en ort i Tjeckien.   Den ligger i regionen Mellersta Böhmen, i den centrala delen av landet, 60 km söder om huvudstaden Prag. Smilkov ligger 527 meter över havet och antalet invånare är 268.
Terrängen runt Smilkov är platt åt nordost, men åt sydväst är den kuperad. Runt Smilkov är det ganska glesbefolkat, med 29 invånare per kvadratkilometer. Närmaste större samhälle är Votice, 4,4 km norr om Smilkov. Omgivningarna runt Smilkov är en mosaik av jordbruksmark och naturlig växtlighet.